# Vela ai Giochi della XXXII Olimpiade
Le competizioni di vela ai Giochi della XXXII Olimpiade si sono svolte dal 25 luglio al 4 agosto 2021 presso l'isola di Enoshima.

## Calendario
| Uomini | RS:X Laser | RS:X Laser | Laser Finn 49er | RS:X Finn 470 49er | RS:X Laser Finn 470 | Laser 470 49er   | Finn 49er | Finn 470 | 470    | Finn     | 470 | 5  |
| Uomini | RS:X Laser | RS:X Laser | Laser Finn 49er | RS:X Finn 470 49er | RS:X Laser Finn 470 | Laser 470 49er   | RS:X      | Laser    | 49er   | Finn     | 470 | 5  |
| Donne  | RS:X Laser | RS:X Laser | Laser 49erFX    | RS:X 470 49erFX    | RS:X Laser 470      | Laser 470 49erFX | 49erFX    | 470      | 470    | -        | 470 | 4  |
| Donne  | RS:X Laser | RS:X Laser | Laser 49erFX    | RS:X 470 49erFX    | RS:X Laser 470      | Laser 470 49erFX | RS:X      | Laser    | 49erFX | -        | 470 | 4  |
| Misto  | -          | -          | -               | Nacra 17           | Nacra 17            | -                | Nacra 17  | Nacra 17 | -      | Nacra 17 | -   | 1  |
| Totale | 0          | 0          | 0               | 0                  | 0                   | 0                | 2         | 2        | 2      | 2        | 2   | 10 |

|  | Qualificazioni |  | Finale |

## Podi

### Uomini
| Evento           | Oro                                         | Argento                                 | Bronzo                                           |
| RS:X (dettagli)  | Kiran Badloe                                | Thomas Goyard                           | Bi Kun                                           |
| Laser (dettagli) | Matthew Wearn                               | Tonči Stipanović                        | Hermann Tomasgaard                               |
| Finn (dettagli)  | Giles Scott                                 | Zsombor Berecz                          | Joan Cardona-Méndez                              |
| 470 (dettagli)   | Australia Mathew Belcher William Ryan       | Svezia Anton Dahlberg Fredrik Bergstrom | Spagna Jordi Xammar Nicolas Rodriguez Garcia-Paz |
| 49er (dettagli)  | Gran Bretagna Dylan Fletcher Stuart Bithell | Nuova Zelanda Peter Burling Blair Tuke  | Germania Erik Heil Thomas Plößel                 |

### Donne
| Evento                  | Oro                                        | Argento                                   | Bronzo                                       |
| RS:X (dettagli)         | Lu Yunxiu                                  | Charline Picon                            | Emma Wilson                                  |
| Laser radial (dettagli) | Anne-Marie Rindom                          | Josefin Olsson                            | Marit Bouwmeester                            |
| 470 (dettagli)          | Gran Bretagna Hannah Mills Eilidh McIntyre | Polonia Agnieszka Skrzypulec Jolanta Ogar | Francia Camille Lecointre Aloïse Retornaz    |
| 49er FX (dettagli)      | Brasile Martine Grael Kahena Kunze         | Germania Tina Lutz Susann Beucke          | Paesi Bassi Annemiek Bekkering Annette Duetz |

### Misti
| Evento              | Oro                                | Argento                               | Bronzo                                  |
| Nacra 17 (dettagli) | Italia Ruggero Tita Caterina Banti | Gran Bretagna John Gimson Anna Burnet | Germania Paul Kohlhoff Alica Stuhlemmer |

## Medagliere
| Pos.   | Paese         | Oro | Argento | Bronzo | Totale |
| ------ | ------------- | --- | ------- | ------ | ------ |
| 1      | Gran Bretagna | 3   | 1       | 1      | 5      |
| 2      | Australia     | 2   | 0       | 0      | 2      |
| 3      | Paesi Bassi   | 1   | 0       | 2      | 3      |
| 4      | Cina          | 1   | 0       | 1      | 2      |
| 5      | Danimarca     | 1   | 0       | 0      | 1      |
| 5      | Brasile       | 1   | 0       | 0      | 1      |
| 5      | Italia        | 1   | 0       | 0      | 1      |
| 8      | Francia       | 0   | 2       | 1      | 3      |
| 9      | Svezia        | 0   | 2       | 0      | 2      |
| 10     | Germania      | 0   | 1       | 2      | 3      |
| 11     | Croazia       | 0   | 1       | 0      | 1      |
| 11     | Nuova Zelanda | 0   | 1       | 0      | 1      |
| 11     | Ungheria      | 0   | 1       | 0      | 1      |
| 11     | Polonia       | 0   | 1       | 0      | 1      |
| 15     | Spagna        | 0   | 0       | 2      | 2      |
| 16     | Norvegia      | 0   | 0       | 1      | 1      |
| Totale | Totale        | 10  | 10      | 10     | 30     |